# Огдоада
Огдоада (др.-греч. ογδοάς, букв.: «восьмёрка») — в египетской мифологии восемь богов-демиургов по космогонической системе города Гермополя (Хемену).

## Обзор

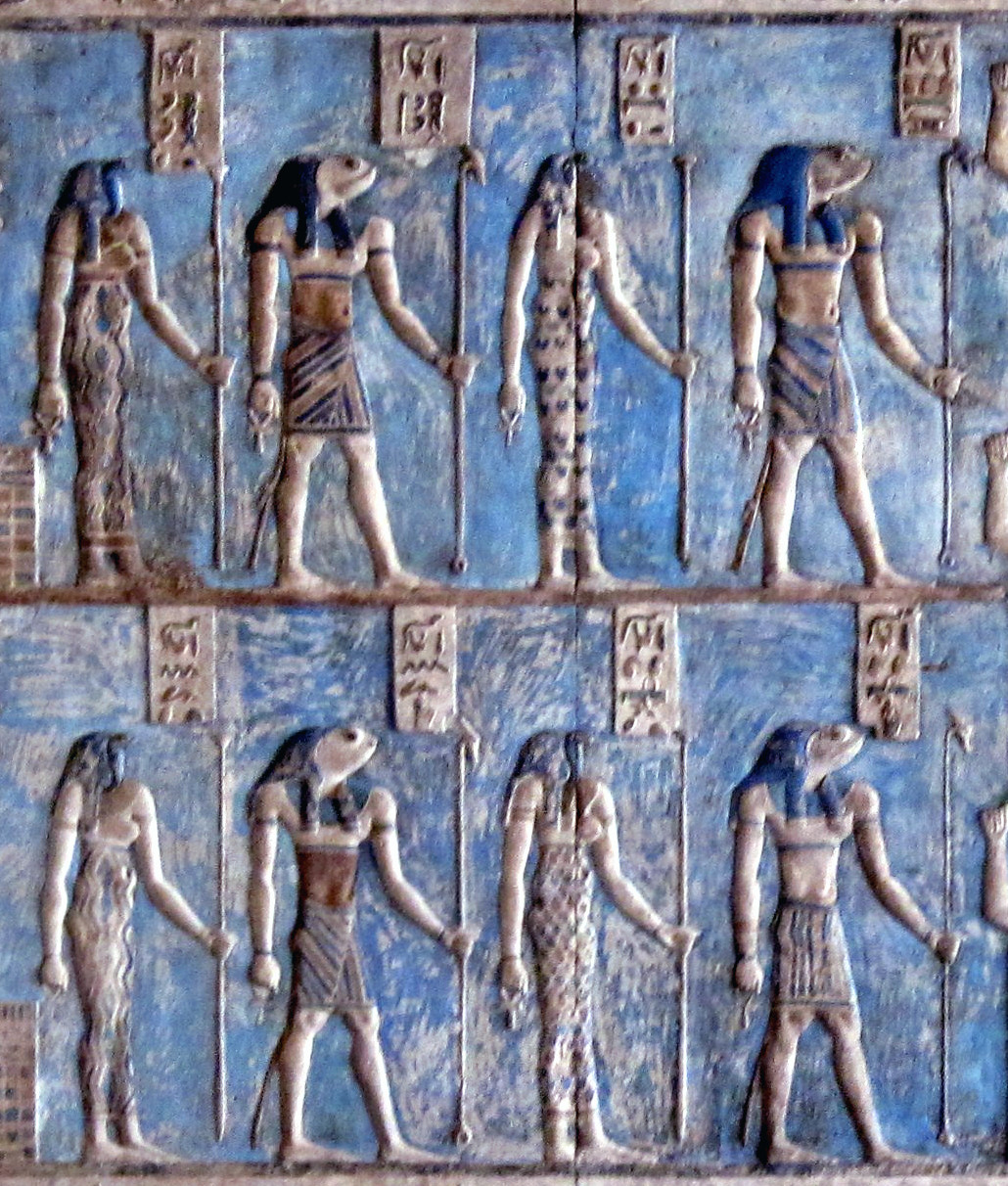
Гермопольская огдоада.

Огдоада состояла из четырёх пар, в каждую из которых входило космическое божество мужского и женского пола. Боги изображались с головами лягушек, а богини — с головами змей. Их имена известны из «Текстов саркофагов»:
- Нун и Наунет (водная стихия, первозданный океан);
- Хех (Хух) и Хаухет (бесконечность пространства);
- Кекуи (Кук) и Каукет (мрак);
- Амон и Амаунет (сокрытое).

Амон и Амаунет, согласно комментариям некоторых египтологов, заменили изначальную пару божеств Тенему и Тенемуит под влиянием фиванского жречества. А в позднее время на их место иногда ставились Герх и Герхет. Иные учёные считают, что одной из первых пар были Ниау и Ниаут (отрицание, ничто).
В период Нового царства в Фивах после возвышения Амона как верховного бога Египта был создан миф о возникновении Огдоады во главе с ним. В птолемеевскую эпоху возник миф о путешествии Амона с целью утверждения Огдоады из Фив вниз по Нилу и его возвращении обратно.
Согласно «Памятнику мемфисской теологии» (из собрания Британского музея в Лондоне) — богословскому произведению мемфисских жрецов VII века до н. э., Птах — Бог-Творец, создавший первых восемь богов. При этом стоит учитывать то, что Мемфис являлся центром почитания Птаха.
Концепция Огдоады основана на мифе о космическом протоокеане, из которого в какой-то момент всплыл первичный участок земной тверди. Это событие не ассоциируется с единственным творцом, как, например, в теологической системе Гелиополя, но даётся в контексте неопределённой, безличной деятельности восьми божеств, результатом которой явилось сотворение всего сущего, основанного на рождении солнечного бога.
Значительная часть информации, на которую опираются исследователи Огдоады — надписи на монументах; в данном случае уже достигнут продвинутый этап развития культа. Другим важным источником являются «Тексты саркофагов», которые, однако, были посвящены загробной жизни и, следовательно, не могут содержать богословских идей, связанных с этим учением, и описать их точно и в полноте. В Гермополе в качестве места происхождения Огдоады ни один соответствующий текст пока не известен из-за высокой степени повреждения археологического участка.
Из учения об Огдоаде, вероятно, взят принцип Огдоадатия в позднем античном гностицизме.